# シカゴ学派 (政治学)

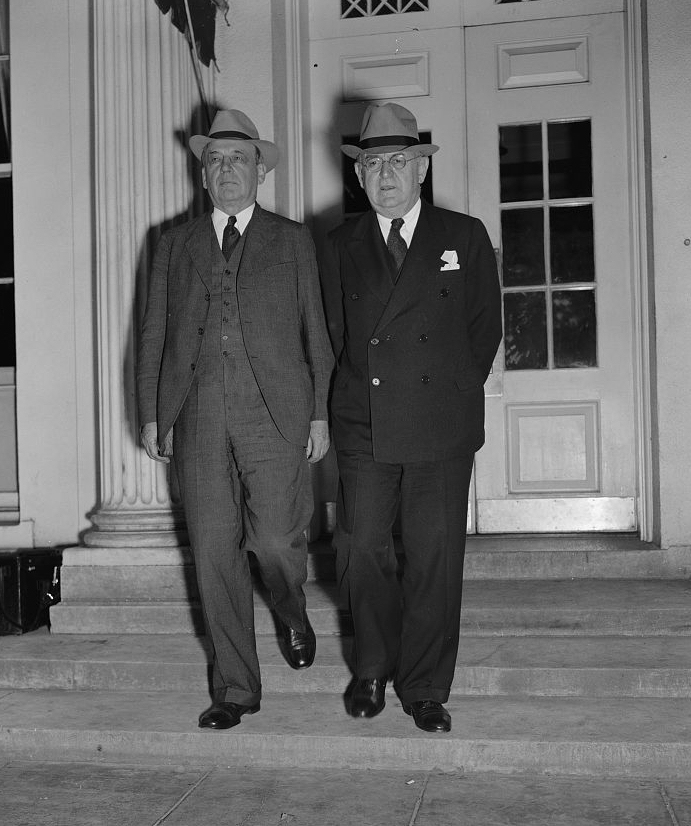
チャールズ・エドワード・メリアム（左）、1938年撮影。右は同じくシカゴ大学政治学部で教鞭をとった政治学者ルイス・ブラウンロー。

シカゴ学派（シカゴがくは、英語: Chicago school）は、政治学における学派の1つ。20世紀初頭にアーサー・F・ベントリーらが社会学や心理学を政治学に取り入れた後、1930年代以降に政治行動論を展開したチャールズ・エドワード・メリアムが創設した学派であり、1950年代に政治学研究への貢献が評価され、「政治学における行動科学革命」と呼ばれるほどとなった。シカゴ学派に属するガブリエル・アーモンドは2002年の著作で「シカゴ学派は現代政治学史において、創設者ともいえる影響を及ぼしたと広く認められている」とした。

## 沿革
メリアムが1923年に「行動の自由」の長期的な確約を受けてシカゴ大学政治学部の学科長（chairman）に就任した後、1940年まで同校で教鞭をとった。メリアムはこの17年間を用いてシカゴ大学の政治学部を伝統的な政治学ではなく政治行動論に中心を置くよう改革し、実証研究を重視するという特徴をもって「政治学のシカゴ学派」を育て上げた。このため、シカゴ大学政治学部には革新的という印象が持たれ、シカゴ大学が学界で受け入れなくなるのではないかという不安もあったが、第二次世界大戦後にはシカゴ大学政治学部出身というだけで箔がつくほどの名声を得るに至った。
しかし、メリアムがシカゴ大学を去る頃にはハロルド・ラスウェル、ハロルド・フット・ゴスネル、フレデリック・L・シューマンらがすでにシカゴ大学を離れており、さらにメリアムが去った後の1940年代から1950年代にかけては政治学部がメリアム派とレオ・シュトラウス率いる、政治哲学を支持するシュトラウス派とで分裂した。結果としては、戦後にシカゴ学派政治学が脚光を浴びる中、シカゴ大学では逆に衰退を迎えるという皮肉なことになった。その後、1950年代から1960年代の行動科学革命（behavioral revolution）ではシカゴ学派の方法学が要素の1つとなった。

## 特徴
科学的な行動研究が特徴として挙げられる（ただし、メリアムは自身の学説を「行動」政治学と呼称したことがなく、ガブリエル・アーモンドはメリアムがこの呼称を嫌うだろうと考えていた）。
調査結果の数量的な処理（統計学の取り入れ）、ジークムント・フロイトのような深層心理解釈による政治現象の分析といった特徴もあったため、政治学に心理学や統計学を協力させたという学問交流の形となり、シカゴ学派の創設者であるメリアムが1923年に政治学、経済学などからなる学際的な研究組織の米国社会科学研究会議を創設したこともあり、「隣接科学との協力の嚆矢」として評価する向きがある。ただし、シンクタンクとして政治学者と政府官僚を繋ぐというモデルは学界への影響の大きさと比べて、あまり浸透しなかったともされる。

## シカゴ学派の人物
シカゴ学派はその名の通りシカゴ大学を中心とし、主にメリアムとその指導で育った研究者で構成される。
- ガブリエル・アーモンド[1][3]
- V・O・キー・ジュニア（英語版）[1][3]
- ハロルド・フット・ゴスネル（英語版）[1]
- ハーバート・サイモン[1]
- フレデリック・L・シューマン（英語版）[1]
- デイヴィッド・トルーマン（英語版）[1]
- C・ヘルマン・プリチェット（C. Herman Pritchett、1907年 - 1995年4月28日[9]）[1]
- レオナルド・D・ホワイト（英語版）[1]
- ロスコー・C・マーティン（英語版）[1]
- チャールズ・エドワード・メリアム[1][2][3]
- クインシー・ライト[1]
- ハロルド・ラスウェル[1][2][3]